# Prefettura di Lobaye
La prefettura di Lobaye è una delle quattordici prefetture della Repubblica Centrafricana. Si trova nel centro-sud del paese, alla frontiera con la Repubblica Democratica del Congo. La sua capitale è Mbaïki. 